# Henagar
Henagar est une ville américaine située dans le comté de DeKalb en Alabama.
Fondée vers 1855, la ville doit son nom à George Henegar, l'un des premiers habitants à s'y implanter. L'orthographe actuelle, avec un « a » remplaçant le deuxième « e », serait due à une erreur de la poste lors de l'implantation d'un bureau en 1878. Henagar est incorporée en tant que city en 1965.
Selon le recensement de 2010, Henagar compte 2 344 habitants. La municipalité s'étend sur 22,30 milles carrés (57,76 km2), dont 22,27 milles carrés (57,68 km2) de terres.
En 2016, les habitants de Henagar votent à une courte majorité pour autoriser la vente d'alcool dans la ville, mettant fin à son statut de « dry city ».

## Démographie
| 1970 | 1980  | 1990  | 2000  | 2010  | - | - | - |
| ---- | ----- | ----- | ----- | ----- | - | - | - |
| 812  | 1 188 | 1 934 | 2 400 | 2 344 | - | - | - |